# Calcarinidae
Calcarinidae es una familia de foraminíferos bentónicos de la superfamilia Rotalioidea, del suborden Rotaliina y del orden Rotaliida. Su rango cronoestratigráfico abarca desde el Maastrichtiense (Cretácico superior) hasta la Actualidad.

## Descripción
Presentan conchas trocoespiraladas o planiespiraladas, y están dotados de gruesas espinas, relacionadas con su complejo sistema de canales. Estas espinas son internamente como pilares o clavos que atraviesan la concha.

## Clasificación
Calcarinidae incluye a los siguientes géneros:
- Baculogypsina
- Baculogypsinoides
- Calcarina
- Quasirotalia
- Schlumbergerella
- Siderolites †
- Silvestriella †

Otros géneros considerados en Calcarinidae son:
- Siderolina †, aceptado como Siderolites
- Sideroporus †, aceptado como Siderolites
- Tauridia, aceptado como Baculogypsina
- Taurogypsina, aceptado como Baculogypsina
- Tinoporus, aceptado como Calcarina